# Ян Ваньлі
Ян Ваньлі (楊萬里, 1127 —1206) — китайський поет та державний службовець часів династії Сун.

## Життєпис
Народився 1127 року у м. Цзішуй (сучасне місто Цзіань провінції Цзянсі). У 1154 році успішно склав імператорський іспит та отримав вище вчене звання цзіньши. Служив міністерським секретарем, «за прямоту» був розжалуваний і засланий місцевим чиновником. Виконуючи обов'язки сяньчен'а (помічника повітового начальника) в південному місті Лінліне, близько зійшовся з генералом Ті Чжанцзюнем, організатором визвольної боротьби проти чжурчженей. На політичному ґрунті нажив собі смертельного ворога — всесильного тимчасового міністра Хан Течжоу. Піддавався переслідуванням і у 1190 році змушений був вийти у відставку, слідом за тим захворів і у 1206 році помер.

## Творчість
Вважається одним із найбільших поетів Китаю. Разом із Ю Мао (zh:尤袤), Фань Ченда і Лу Ю був названий одним із «чотирьох великих періодів Південна Сун». Підтримував дружні стосунки з усіма ними. Видатний майстер пейзажних віршів, створив власний «стиль Ченчжай». Першим спробував вирватися з-під впливу «цзянсійской школи» у віршах ши. Його вірші відрізняються простотою, свободою і невимушеністю, наближаючись часом до народної пісні. Поет уникав класичних цитат і намагався писати по-своєму, широко використовуючи просторічні слова та вирази (узяті, однак, з письмових джерел — переважно з віршів пізньотанських поетів). Головна тема поезії Яна Ваньлі — природа, чимало у нього віршів про радощі сільського життя, селянську працю, бідування населення прикордонних районів. Хоча його поезія була вельми нерівною, загалом творчість Яна Ваньлі справила великий вплив на сучасників і чимало сприяло поступовому звільненню їх з-під егіди цзянсійской школи.
У доробку Яна Ваньлі понад 20 тисяч віршів (до наших днів збереглася лише частина), що вважається найбільш об'ємним творчим результатом за всю історію китайської літератури. Відомими є збірки «Мандрівки», «Південнокитайське море», «Захід», «Ченчжай».